# Милош Босанчич
Мілош Босанчич (серб. Miloš Bosančić / Милош Босанчић, нар. 22 травня 1988, Рума) — сербський футболіст, що грав на позиції центрального півзахисника.

## Кар'єра
Босанчич розпочав займатись футболом молодіжних командах «Црвени Звезди», після чого перейшов у «Партизан», де пройшов усі юніорські рівні, а в грудні 2005 року був переведений у основну команду, підписавши свій перший професійний контракт. На дорослому рівні дебютував у афілійованому клубі «Телеоптик», а в сезоні 2006/07 увійшов до складу основного складу «Партизана», зігравши 26 матчів у всіх змаганнях. У червні 2007 року він відправився в однорічну оренду в португальську «Боавішту», але вже через три місяці він повернувся в «Партизан» після лише одного матчу за «Боавішту». У лютому 2008 року він знову був відданий в оренду, цього разу в ОФК Белград до кінця сезону.
У вересні 2008 року Милош підписав трирічний контракт з «Чукаричками».Після сезону у клубі Босанчич покинув команду влітку 2009 року і перейшов до чеського клубу «Слован» з Ліберця. Він залишався гравцем цього клубу протягом наступних трьох з половиною сезонів, протягом яких зіграв 72 матчі чемпіонату та забив 13 голів, вигравши титул чемпіона Чехії в сезоні 2011/12.
У лютому 2013 року став гравцем південнокорейського клубу «Кьоннам», де залишався до літа 2014 року.
У липні 2014 року підписав дворічний контракт з «Црвеною Звездою». У сезоні 2014/15 він зіграв у 19 матчах чемпіонату, не забив голів. Після одного сезону він обопільно припинив співпрацю з «армійцями».
У липні 2015 року серб відправився до китайського клубу «Ханчжоу Грінтаун», а наступного року грав у Таїланді за «БЕК Теро Сасана».
У лютому 2017 року Босанчич повернувся у свій колишній клуб «Слован» з Ліберця. У 2018 році Босанчич недовго грав за «Кешлю», а потім перейшов до іншого азербайджанського клубу «Сабах».
У червні 2019 року Милон повернувся в сербський футбол і підписав контракт з «Вождовацем». Він зіграв за клуб у перших двох турах сезону 2019/20. у сербській Суперлізі, після чого не виходив на поле, тож у те саме трансферне вікно наприкінці серпня перебрався до «Рада». Проте і в цій команді півзахисник протримався недовго. Він з'явився в шести матчах чемпіонату, після чого не грав більше півтора місяців і 22 листопада розірвав контракт із «Радом».
З 2020 року грав на аматорському рівні за клуб «Качер» переїхав з Белановиці, а у липні 2023 року став гравцем «Хайдука» (Бешка), з чемпіонату Воєводина Південь.

## Виступи за збірну
Виступав за юнацькі збірні Сербії, з командою до 19 років брав участь у юнацькому чемпіонаті Європи 2007 року в Австрії, де серби не змогли вийти з групи.
Протягом 2004—2010 років залучався до складу молодіжної збірної Сербії. На молодіжному рівні зіграв у 10 офіційних матчах, забив 1 гол.

## Титули і досягнення
- Чемпіон Чехії (1):

«Слован»: 2011/12